# Chuchucaruana
Chuchucaruana es una localidad argentina de la provincia de Catamarca, dentro del Departamento Ambato.

## Población
Cuenta con 73 habitantes (Indec, 2010), lo que representa un incremento del 30% frente a los 56 habitantes (Indec, 2001) del censo anterior.
| Gráfica de evolución demográfica de Chuchucaruana entre 1991 y 2010 |
|                                                                     |
| Fuente: Censos nacionales del INDEC                                 |